# Pimelodendron macrocarpum
Pimelodendron macrocarpum är en törelväxtart som beskrevs av Johannes Jacobus Smith. Pimelodendron macrocarpum ingår i släktet Pimelodendron och familjen törelväxter. Inga underarter finns listade i Catalogue of Life.